# Амвросиевская стоянка
Амвросиевская стоянка — стоянка первобытных людей и костище. Датируется поздним палеолитом (18—19 тыс. л. н.). Один из самых крупных памятников позднего палеолита в Европе. Площадь стоянки — около 6 гектаров.
Обнаружена в 1935 году в окрестностях города Амвросиевка (Донецкая область, Украина), на правом берегу реки Крынка археологом В. М. Евсеевым. Археологами производились раскопки в 1935, 1940, 1949 и 1950 годах. Костище при стоянке содержит кости порядка 1000 зубров (Bison priscus). На Амвросиевской стоянке были найдены костяные наконечники копий и кремнёвые вкладыши в наконечники. Всего было найдено 15000 различных предметов из кремня.
П. И. Борисковский считал, что костище было культовым местом для хранения костей убитых зубров.
И. Г. Пидопличко и В. И. Бибикова считали, что костище это место, где после облавной охоты погибло большое количество зубров.

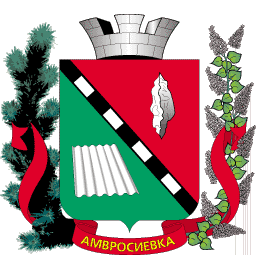
В верхнем поле герба Амвросиевки изображено каменное рубило

Находки из Амвросиевской стоянки хранятся в Донецком областном краеведческом музее. На гербе Амвросиевки изображено каменное рубило как символ заселения этой территории с древних времён.